# شولا
شَولا یا کولاگیر جامه‌ای از جنس نمد و فاقد آستین است که به صورت روپوش استفاده می‌شود. اگرچه شولا از پوشاک مردم شمال ایران و حاشیه دریای مازندران است، ولی عشایر مناطق مرکزی ایران، اعم از بختیاری و قشقایی نیز به ندرت از شولا بهره می‌جویند. در مازندران و گیلان، شولا را جامهٔ چوپانان و گالشان می‌خوانند. کاربرد اصلی شولا محافظت برابر سرما است. شولاها معمولاً بلند و تمام‌قد هستند و آستری درونی به نام چوخا دارند. شولاهای نیم‌تنه را کولاگیر می‌نامند.